# Charles Warren Fairbanks
Charles Warren Fairbanks (ur. 11 maja 1852 w Unionville Center, Ohio, zm. 4 czerwca 1918 w Indianapolis) – amerykański polityk, działacz Partii Republikańskiej, 26. wiceprezydent Stanów Zjednoczonych.
Urodził się w chacie z bali w okolicach Unionville Center, Ohio. Można przypuszczać, że jest spokrewniony z Oliverem Cromwellem. Jonathan Fayerbankes, pierwszy członek rodziny przybył do Ameryki w 1636. Jego ojciec tworzył wagony, rodzina zajmowała się ukrywaniem zbiegłych niewolników. Po ukończeniu lokalnych wiejskich szkół i pracy na farmie, Fairbanks studiował na Ohio Wesleyan University, który ukończył w 1872. Podczas studiów współpracował przy prowadzeniu szkolnej gazety z Cornelią Cole, swoją przyszłą żoną.
Fairbanks był agentem Associated Press w Pittsburghu w Pensylwanii. Pracował dla znanego magnata prasowego Horace’a Greeleya podczas wyborów prezydenckich 1872. Następnie Fairbanks przeprowadził się do Cleveland w Ohio, gdzie uczył się prawa przed zostaniem członkiem ławy przysięgłych lokalnego sądu w 1874. Później przeniósł się do Indianapolis w Indianie.
W początkowych latach życia w Indianie Fairbanks był menadżerem bankrutującej kompanii kolejowej Bloomington and Western Railroad, zarabiał rocznie 5 tys. dolarów.
W latach 1897–1905 był członkiem Senatu Stanów Zjednoczonych. Został wyznaczony jako kandydat Partii Republikańskiej na wiceprezydenta przy kandydującym na prezydenta Theodore Roosevelcie w 1904; po zwycięstwie wyborczym sprawował ten urząd przez jedną kadencję (od 4 marca 1905 do 4 marca 1909). W 1916 ponownie został kandydatem na wiceprezydenta (przy Charlesie Hughesie) jednak zostali oni pokonani przez urzędujących prezydenta i wiceprezydenta Woodrow Wilsona i Thomasa Marshalla.
Na jego cześć nazwano m.in. miasto na Alasce. 